# دونالد مكغان
دونالد مكغان الثاني (بالإنجليزية: Donald F. McGahn II)‏ هو سياسي أمريكي من الحزب الجمهوري ولد في يوم 16 يونيو 1968 في بلدة اتلانتيك سيتي في الولايات المتحدة، يشغل حالياً منصب مستشار البيت الأبيض بعد أن رشحه دونالد ترامب لهذا المنصب.